# Volker Uhlig
Volker Uhlig (* 9. Oktober 1949 in Lichtenberg/Erzgeb.) ist ein deutscher Kommunalpolitiker (CDU). Er war Landrat des sächsischen Landkreises Mittelsachsen.

## Leben und Politik
Uhlig besuchte eine Polytechnische Oberschule in Freiberg, die er 1966 nach der 10. Klasse abschloss. Nach seiner Ausbildung zu einem Metallhüttenfacharbeiter in der Hütte Freiberg absolvierte er von 1968 bis 1970 seinen Grundwehrdienst in der Nationalen Volksarmee. Von 1971 bis 1983 arbeitete er als Landmaschinen- und Traktorenschlosser in einer Landwirtschaftlichen Produktionsgenossenschaft und legte in dieser Zeit seine Meisterprüfung ab. Später  absolvierte er ein berufsbegleitendes Studium zum Diplomverwaltungswirt (FH).
Von 1983 bis 2001 war er hauptamtlicher Bürgermeister seiner Heimatgemeinde Lichtenberg. 1989 trat Uhlig aus der SED aus. Nach 1990 war er  Kreisvorsitzender des Sächsischen Städte- und Gemeindetages für die Kommunen des Kreises Brand-Erbisdorf und des Landkreises Freiberg. Seit 1994 gehörte er dem Kreisvorstand der Freie Wähler-Vereinigung Allianz Unabhängiger Wähler an. 1999 wurde er in den Kreistag des Landkreises Freiberg gewählt und war dort Fraktionsvorsitzender seiner Fraktion. Von 2001 bis 2008 war er Landrat des Landkreises Freiberg. Seit dem 1. August 2008 war er Landrat des im Rahmen der Sächsischen Kreisreform 2008 neugeschaffenen Landkreises Mittelsachsen. Er ist 2015 aus seinem Amt ausgeschieden.
Uhlig trat 2007 in die CDU ein. Er ist derzeitiger Vorsitzender der Anteilseignerversammlung der Sachsen-Finanzgruppe.